# Thonakal Gopi
Thonakal Gopi, auch Thanackal Gopi (* 24. Mai 1988 in Wayanad, Kerala), ist ein indischer Leichtathlet, der sich auf den Langstreckenlauf spezialisiert hat.

## Sportliche Laufbahn
Erste internationale Erfahrungen sammelte Thonakal Gopi im Jahr 2016, als er bei den Südasienspielen in Guwahati mit neuem Spielerekord von 29:10,53 min die Goldmedaille im 10.000-Meter-Lauf gewann. Mit einem elften Platz beim Mumbai-Marathon qualifizierte er sich im selben Jahr auch für die Olympischen Spiele in Rio de Janeiro, bei denen er nach 2:15:25 h auf den 25. Platz gelangte. Anschließend erreichte er beim Turin-Marathon nach 2:19:53 h den zehnten Platz. Im Jahr darauf wurde er beim Bagdad-Halbmarathon nach 1:04:55 h Fünfter und siegte kurz darauf beim Neu-Delhi-Marathon nach 2:15:37 h. Bei den Asienmeisterschaften in Bhubaneswar gewann er in 29:58,89 min die Silbermedaille über 10.000 Meter hinter seinem Landsmann Govindan Lakshmanan. Daraufhin nahm er erstmals an den Weltmeisterschaften in London teil und erreichte dort nach 2:17:13 h Rang 28 im Marathonlauf. Ende November siegte er dann bei den Marathon-Asienmeisterschaften in Dongguan in 2:15:48 h und war damit der erste Inder, der bei diesen Meisterschaften eine Goldmedaille gewinnen konnte. 2018 siegte er beim Neu-Delhi-Marathon nach 2:15:16 h und 2019 verbesserte er seine Bestleistung beim Seoul-Marathon auf 2:13:39 h und qualifizierte sich damit für die Weltmeisterschaften in Doha, bei denen er nach 2:15:57 h auf dem 21. Rang einlief.
2015 wurde Gopi indischer Meister im 10.000-Meter-Lauf.

## Persönliche Bestzeiten
- 5000 Meter: 14:09,01 min, 1. Januar 2017 in Patiala
- 10.000 Meter: 29:10,53 min, 10. Februar 2016 in Guwahati
- Halbmarathon: 1:04:15 h, 21. Oktober 2018 in Neu-Delhi
- Marathon: 2:13:39 h, 17. März 2019 in Seoul